# Elise Mercur

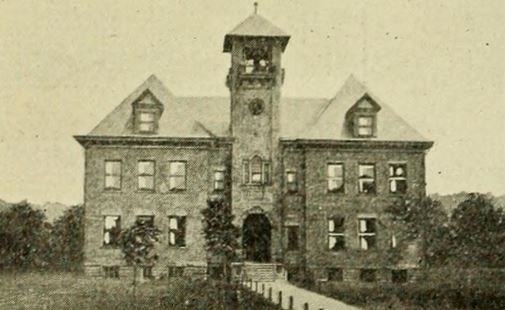
Fourth Ward School, Economy, Pensilvania, 1904, Elise Mercur Wagner

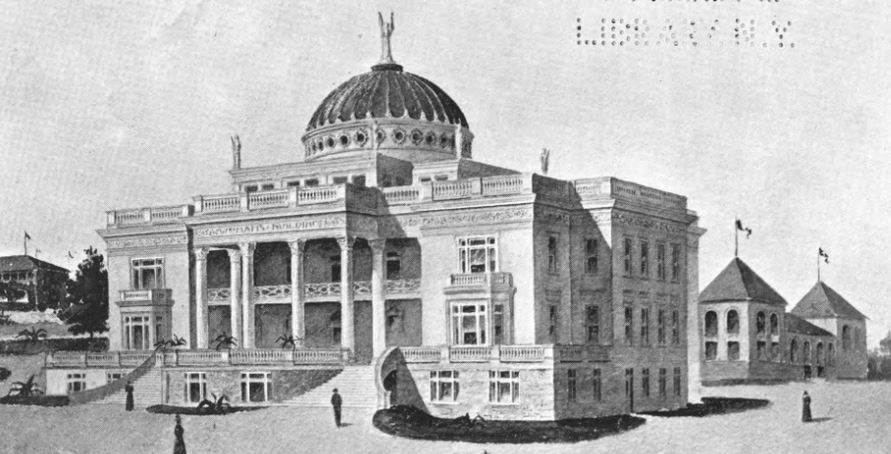
Edificio de las Mujeres en la Exposición Internacional del Algodón

Elise Mercur Wagner (Towanda, 30 de noviembre de 1868 - Old Economy Village, Pensilvania, 27 de marzo de 1947) fue reconocida como la primera mujer arquitecta de Pittsburgh.

## Primeros años
Sus padres fueron Anna Hubbard Jewett (1832-1901), una poetisa de Bolton, Massachusetts y Mahlon Clark Mercur (1916-1905) un destacado banquero nacido en el condado de Bradford, que trabajaba en Pittsburgh, que además de trabajar como hombre de negocios se dedicaba a la política y fue concejal. La arquitecta tuvo cinco hermanos.
Se educó en Europa, en algunas ciudades de Francia y también en Stuttgart; allí estudió arte, matemáticas, idiomas y música. Cuando regresó a Estados Unidos estudió diseño en la Academia de Bellas Artes de Pensilvania.
En 1844, la Junta Directiva de la Academia comenzó a aceptar a mujeres artistas y les otorgó “el uso exclusivo de la galería de estatuas para fines profesionales”; pero solamente los lunes, miércoles y viernes por la mañana. Recién en 1860 las mujeres estudiantes se pudieron matricular en cursos de dibujo.

## Trayectoria
Es reconocida por haber sido la primera mujer arquitecta de Pittsburgh, Pensilvania. Se destaca su trabajo de diseño del Edificio de la Mujer en Cotton States and International Exposition, construido en 1895 producto de un concurso que la arquitecta gana.
En 1884, Mercur comenzó a trabajar como ilustradora técnica, y luego fue promovida a capataz de construcción, en la oficina de Pittsburgh del arquitecto australiano Thomas Boyd. Después de seis años, decide abrir su propia oficina de arquitectura en el Edificio Pittsburgh Westinghouse, y a partir de entonces se le encargó diseñar casas en todo el oeste de Pensilvania.
Además diseñó y supervisó la construcción de edificios privados y públicos, entre 1895 y 1905, muchos de los cuales ya han sido demolidos. Se destaca entre ellos el edificio St. Paul Episcopal Church (1896) en 2601 Center Avenue, Hill District of Pittsburgh.
En 1896, fue miembro fundadora del Club Arquitectónico de Pittsburg en Twentieth Century Club of Lansdowne, y se desempeñó como la primera tesorera de la organización. Fue una oradora reconocida y daba charlas sobre distintas temáticas referidas a la arquitectura incluyendo entre otros temas los procesos de construcción y saneamiento, en The New York State Economic Association, y en el Pratt Institute School of Architecture, Brooklyn, N.Y.
En 1899, Elise Mercur Wagner fue incluida en la lista de Arquitectos y Constructores Interestatales de “Arquitectos Líderes en los Siete Estados” y ese mismo año se hizo conocida como la primera mujer arquitecta en presentar una demanda en el Tribunal Común de Pittsburgh para recuperar los honorarios de los arquitectos.
En 1904 diseñó la Escuela Second Ward en Maplewood Avenue, en 8th Street, Ambridge, la escuela primaria que fue ocupada más tarde por Ambridge Recreation, el Colegio Comunitario de Beaver County Practical Nursing School, y la Ambridge High School para Shop and Industrial Arts, demolida en 1972.
Mercur practicó la profesión al menos hasta los años 20 y se retiró debido a lesiones en su espalda. En 1924 publicó la historia de las ciudades de Economy y Ambridge, Pensilvania.

## Obras
- 1895: The Woman's Building, Cotton States and International Exposition, Atlanta, Georgia
- 1896: Beaver College y Musical Institute, (renombrada como Arcadia University), College Avenue en Turnpike Street, Beaver, Pensilvania.[9]
- 1896: Residencia colonia, Beaver, Pensilvania.[4]
- 1896: Iglesia Episcopal St. Paul, (renombrada como Christian Tabernacle Kodesh Church of Immanuel), 2601 Center Avenue, the Hill, Pittsburgh, Pensilvania.[12]
- 1897: Iglesia Episcopal St. Martin, Johannesburg, Pensilvania, demolida en 1965.[13]
- 1897: The Children's Building, Marshalsea Poor Farm, Marshalsea, Pensilvania  (demolido).[14]
- 1897: The McCullough Building, Pensilvania Avenue, Kittanning, Pensilvania
- 1897: Washington Female Seminary, Washington, Pensilvania; construido por Ciara Meade de Chicago; (renombrado Washington and Jefferson College McIlvaine Hall -1940); en la esquina de las calles Lincoln y Maiden, demolido en 2008.
- 1898: Daughters of the American Revolution Home, en Fort Pitt Blockhouse, Pittsburgh, Pensilvania
- 1901: Casa en estilo Tudor, Fifth Avenue, Shadyside, para Dr. William Mercur, hermana de la arquitecta.
- 1904: Economy Public School (renombrada Fourth Ward School) en calles Laughlin y 16th, Ambridge, Pensilvania (demolida 1964)
- 1904: Second Ward School, posteriormente Ambridge Recreational Center, y Community College of Beaver County Practical Nursing School, en avenida Maplewood y calle 8 en Ambridge, Pensilvania, (demolida en 1972)
- 1904: residencia privada Economy, Pensilvania
- Pittsburgh College for Women, reformado
- Wilson College, Chambersburg, Pensilvania.

### Woman's Building
En 1894, Mercur participó en el concurso para la 1895 International Exposition en Atlanta, Georgia. Cuando el anunció de que Mercur ganó la comisión  fue realizado, ella se transformó en la primera mujer en ganar un gran concurso en el sur de Estados Unidos. El diseño fue descripto como "un diamante entre joyas". La exposición abrió en el 18 de septiembre y cerró el 31 de diciembre, recibiendo más de 800.000 visitantes.
El edificio era uno de los 13 edificios de exhibición organizados alrededor de un lago central. Era una estructura de estilo clásico paladiano de 128 por 150 pies, coronadas por una cúpula que alcanzaba los 90 pies desde el suelo. El exterior presentaba una gran escalera y frisos ornamentales. Cornisas y balaustradas rodeaban el techo y estatuas con pedestales ornamentales simbolizaban a la mujer y su poder. Una estatua de la Inmortalidad coronaba la cúpula.
Los visitantes del edificio ingresaban a través de un altísimo hall central, flanqueado por una gran escalera doble, con un acabado de madera natural. La composición interior de habitaciones bien iluminadas y ventiladas albergaba las exhibiciones.
Las exhibiciones del Women's Building fueron comisariadas por mujeres de Georgia. Los contenidos fueron aportados por mujeres de todo el país. Las mujeres seleccionaron artefactos históricos, objetos de artes decorativas y productos industriales para componer exhibiciones en cada habitación, incluida la sala Baltimore, la sala Lucy Cobb, la sala de té Mary Ball Washington, la sala Columbus, la biblioteca modelo, el salón de actos y otras, cada una asignada a un estado diferente.

### Children's Building
En 1897, Mercur diseñó el hospital Marshalsea Poor Farm para niños, más tarde rebautizado como Mayview State Hospital, en Bridgeville, Pensilvania. En el momento de la comisión, el hospital no tenía una instalación separada para niños enfermos, que por lo tanto fueron admitidos en el dormitorio de mujeres. El diseño de Mercur para Marshalsea Poor Farm fue un edificio de ladrillo de una sola planta que medía 48 pies por 64 pies, decorado con piedra. Cuatro pilares soportaban un pórtico frontal. El diseño interior proporcionó una gran sala de estar central, seis áreas para dormir con aproximadamente cien camas, un área separada para las enfermeras y otra para cenar.

### McIlvaine Hall
Washington Female Seminary fue un seminario presbiteriano para mujeres en Washington, Pensilvania. El Seminario tenía una fuerte tradición de liderazgo femenino a través de sus directoras mujeres. En 1897, durante el mandato de la Sra. Martha McMillan como directora, la universidad introdujo un segundo edificio para el complejo del seminario. Elise Mercur era por entonces una exitosa arquitecta de Pittsburgh y fue seleccionada para diseñar el nuevo edificio que construido en 1897. La estructura de ladrillo constaba de cuatro pisos con aulas, un salón de actos y un gimnasio. Mercur diseñó y supervisó la construcción de la estructura de ladrillo y piedra caliza. El interior incluyó aulas del Seminario para varios departamentos académicos, laboratorios y oficinas de la facultad; un auditorio en el ala norte.
En 2008, el edificio fue demolido y el sitio fue reconstruido.

## Trabajos publicados
- Wagner, Elise Mercur (1924). Economy of old and Ambridge of today: historical outlines, embracing the settlement and life of Economy of old, together with the vast development in recent years of Ambridge and surroundings on this historic spot. Ambridge, Pennsylvania.

## Vida personal
En 1889 se casó, a los 34 años con Karl Rudolph Wagner, un prominente hombre de negocios de Ambridge. Se mudaron al área histórica de Economy. Adele, la hija mayor nació en 1898 en Hungría y sus hijos John en 1911 y Johannes Eberhart en 1912 en Pensilvania.
Está enterrada en el Cementerio de Economy, Ridge Road, Ambridge, Pensilvania.